# 钟建华
钟建华（1950年12月—），男，江苏人，中华人民共和国政治人物、外交官。曾任中华人民共和国驻南非共和国特命全权大使。

## 生平
钟建华毕业于北京外国语学院。1977年，进入中华人民共和国外交部工作，先后在外交部信使队、驻英国大使馆、外交部领事司、中英联合联络小组中方代表处任职，期间赴美国塔夫茨大学弗莱彻法律外交学院学习一年。后任外交部领事司副司长。1999年，升任外交部领事司司长。2002年5月，出任中华人民共和国驻洛杉矶总领事。2007年4月，出任中华人民共和国驻南非大使。2012年2月，任中国政府非洲事务特别代表。2016年8月，卸任非洲事务特别代表一职。

## 家庭
已婚，妻子是外交官陆青江，有一女、一子。